# Carlo Agresti
Carlo Antonio Agresti (Castellabate, ... – Roma, 15 settembre 2010) è stato un cornista italiano.

## Biografia
Nato a Castellabate in provincia di Salerno.Vissuto tra Salerno e Roma. Diplomato in corno col massimo dei voti presso il Conservatorio di San Pietro a Majella di Napoli, dove si è diplomato con il massimo dei voti e lode.
Bambino prodigio, con orecchio assoluto a soli quattordici anni comincia la carriera concertistica in vari teatri italiani tra cui il Teatro Verdi di Salerno.
A diciotto anni vince il concorso come I°Corno presso la Banda Del Corpo della Guardia di Finanza e comincia una carriera concertistica che lo porterà nei maggiori Teatri d'Europa. Ha suonato presso l'Orchestra del Conservatorio di S.Cecilia scelto dal M° Franco Ferrara, nello stesso anno ha vinto il Concorso presso numerosi e molto importanti Teatri Lirici, Teatro dell'Opera di Roma, Teatro Comunale di Bologna, Teatro Massimo di Palermo, Teatro alla Scala di Milano, Orchestra "Scarlatti"della Rai di Napoli.Sala Nervi di Roma. Si è esibito in svariati concerti per tutta Italia ed Europa, suonando in qualità di!° Corno. Ha svolto una intensa e ricca attività concertistica anche come solista, (Città del Vaticano, Festival Pontino, ecc.) e all'estero, (Francia, Belgio, Germania, Russia, ecc), ricevendo importanti riconoscimenti, e apprezzato dai più grandi direttori d'orchestra di tutto il mondo, raccogliendo lusinghe e apprezzamenti, anche nelle testate nazionali e straniere, come Le Figaro', il Tempo, il Messaggero, il Mattino ecc.
È stato docente presso i conservatori di Pesaro, Roma, e Palermo, eVibo Valenzia e chiamato spessissimo come membro di commissioni per i concorsi per Orchestre di svariati Enti Lirici. 
Autori di vari Quartetti, quintetti, ecc. Ha tenuto corsi di perfezionamento a San Paolo del Brasile presso il Teatro Municipale, chiamato dal M° Tullio Colacioppo, invitato successivamente dal M°Gunthar Schuller Presso l'Università di Boston, invitato a Mosca dal M° Mtislav Rostropovich. Lasciò l'attività orchestrale da!° Corno al Teatro San Carlo di Napoli, per continuare a dedicarsi all'insegnamento in Conservatorio di Santa Cecilia di Roma, dove teneva la cattedra. 
A lui è dedicato il Concorso Internazionale Carlo Agresti, organizzato dall’Accademia Musicale del Vallo di Diano, che si tiene annualmente presso la Grancia Certosina di San Lorenzo di Sala Consilina.